# Hillary Coast

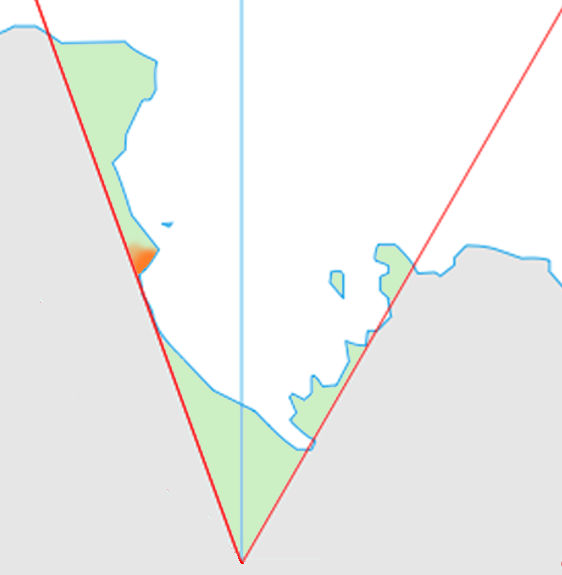
Położenie na mapie regionu Morza Rossa

Hillary Coast – część wybrzeża Ziemi Wiktorii na Antarktydzie Wschodniej. Granice tego wybrzeża wyznaczają: od północy Minna Bluff, za którym leży Wybrzeże Scotta, a od południa Cape Selborne (u ujścia Lodowca Byrda), oddzielający je od Wybrzeża Shackletona.
Nowozelandzki komitet ds. nazw Antarktydy nazwał je na cześć sir Edmunda Hillary’ego, dowódcy nowozelandzkiej części Ekspedycji Transantarktycznej z lat 1956–1958.